# Кан, Иосиф Абрамович
Ио́сиф Абра́мович Кан (с 1941 года — Айдаров, 20 сентября [2 октября] 1884 год, Паланга, Российская Империя — 21 января 1945 года, Москва, СССР) — советский учёный. Сфера научных интересов: организация производства, научная организация труда, политическая экономия, трудовая педагогика.
В молодости — участник революционного движения. В зрелые годы — убеждённый сторонник Советской власти.
Несмотря на еврейское происхождение, считал себя русским интеллигентом. В третьем браке сменил фамилию на Айдаров.

## Биография
Сын Абрама Кана (скончался в 1934 году) — ювелира-янтарщика из Паланги. Мать — домашняя хозяйка, умерла, когда он был ещё ребёнком. В 1903 году окончил реальное училище в Варшаве. Участвовал в ученическом революционном движении, состоял в партии Бунд. В годы Первой русской революции бывал неоднократно арестован за революционную деятельность. Сидел в Киевской тюрьме, откуда был освобождён по царскому манифесту в октябре 1905 года. Однако вспыхнувшие в Киеве еврейские погромы, заставили его отца на время «спрятать» сына в Швейцарии. Там, среди русской эмигрантской молодёжи Иосиф Абрамович, несмотря на юный возраст, читал «лекции по марксизму».
В 1907 году вернулся в Киев и поступил на инженерное отделение Киевского Политехнического Института. В 1912 году окончил механическое отделение по специальности инженер-технолог и в 1914 году поступил на работу в техническую контору инженера М. Л. Винавера в Москве. В 1915 году перешел на должность инженера в АО «Иос». По семейному преданию к 1917 году владел состоянием в банковских вкладах на сумму порядка 1 000 000 рублей золотом. После Октябрьской Революции безвозмездно пожертвовал эти деньги молодой Советской Республике, о чём в семейном архиве долгое время хранилась расписка наркома по финансам (ныне утрачена). Сам Иосиф Абрамович объяснял родственникам такой поступок тем, что «была игра, азарт» и никогда о нём не жалел.
В 1918—1920 годы работал в естественно-математическом подотделе отдела реформы школы. С 1923 года — в Секции Труда и Просвещения, с 1926 г. — в методологическом отделе. Был одним из организаторов съезда учителей в 1919 году, который посетил председатель СНК В. И. Ленин. В том же году вступил в ВКП(б). В 1920—1922 годы член Научной коллегии Пролеткульта, печатался в журналах Горн, Народное просвещение, Вестник труда.
С 1921 года — профессор, декан и преподаватель экономического факультета Московского института народного хозяйства имени Карла Маркса (МИНХ) (c 1924 года — имени Г. В. Плеханова). Преподаватель политэкономии на факультете советского права 1-го МГУ, Академии Социального Воспитания. Одновременно работал заведующим подотделом экспертиз методологического отдела Народного комиссариата Рабоче-крестьянской инспекции, в Госплане СССР. Некоторое время работал учёным секретарём В. В. Куйбышева. По меньшей мере до 1931 года был инженером-консультантом Всесоюзного общества изобретателей.
В 1935 году вышел в свет его наиболее значимый труд — «Классификационные принципы стандартизации». В том же году он заступил на должность инженера в бюро «Сулак» Всесоюзного государственный проектно-изыскательский треста «Гидроэнергопроект» Наркомата тяжёлой промышленности по проектированию Сулакской ГЭС в Дагестане. Сложные материальные и семейные обстоятельства заставили его в 1936 году уехать из Москвы на работу по договору в «Бюро третьей пятилетки» Крайисполкома Северо-Кавказского края в Пятигорске.
Через год, опасаясь репрессий, перевелся оттуда на договорную работу в Госплан Таджикской ССР в Сталинабад. И действительно, вскоре была обнародована информация об аресте и казни некоторых его сослуживцев по Пятигорскому крайисполкому, как политических преступников. В сентябре того же года в Сталинабадском НКВД с него была взята подписка о невыезде, работу в Госплане пришлось оставить и устроиться экономистом-плановиком в республиканский Наркомпищепром. В марте 1938 года был арестован и провёл несколько месяцев в тюрьме местного НКВД.
После освобождения вернулся 16 января 1939 года в Москву и поселился у своей третьей жены Натальи Михайловны, урожденной Харкевич (1905—1989). Квартира эта находилась в доме по Аптекарскому переулку, 13 (ныне снесён), принадлежавшем до Революции нескольким поколениям её предков. Иосиф Абрамович стал преподавать в Бауманской школе для взрослых и на курсах для инженерно-технических работников завода «Технолог». С июля 1939 года — преподаватель математики в 6—10 классах средней школы для взрослых Молотовского района. Параллельно преподавал высшую математику студентам Факультета особого назначения Московского Автодорожного института.
В виду приближения немецких войск к Москве, 20 августа 1941 года приказом Наркомпроса Иосиф Абрамович был освобождён от работы и эвакуирован с женой и малолетними детьми на Алтай. Накануне отъезда они сменили фамилию на Айдаровы (см. далее). По прибытии был назначен учителем математики средней школы в село Чарышское. В зимнее время его семейству довелось несколько раз переживать настоящий голод — если чарышские крестьяне могли прокормить себя личным хозяйством, то сельским учителям, кроме скудного продовольственного пайка, поступавшего крайне нерегулярно, питаться было нечем. Поэтому, как только появилась возможность, в августе 1943 года Иосиф Абрамович с семьей перебрался в Фергану, где ситуация с продовольствием была несколько лучше.
Через несколько месяцев Иосифу Абрамовичу удалось добиться вызова в Москву. В январе 1944 года семья Айдаровых вернулась в Аптекарский переулок, где год спустя, 21 января 1945 года, он скоропостижно скончался и был похоронен на Преображенском кладбище.

## Семья и потомки
Отец женился вторично после смерти матери Иосифа Абрамовича, и вскоре у него появились единокровные братья Мориц, Наум и сестра Мария. К 1917 году Абрам Кан отошел от дел и жил на иждивении детей в Вильнюсе. В результате Советско-польской войны младшие дети с отцом остались в независимой Литве, а Иосиф Абрамович в Советской России. Всякое сообщение между ними прервалось. В годы Второй мировой войны Мориц и Мария погибли в Варшавском гетто. Наум Абрамович успел эвакуироваться с женой в Сибирь, а после на обратном пути в 1945 году восстановил дружеские отношения с семьёй уже покойного к тому времени Иосифа Абрамовича.

### Спутницы жизни
Был женат трижды. Первые две жены были еврейками по национальности. Первая жена — Сарра ( в близком кругу - Соня ) Моисеевна ( урожд. Липец), их дети:
- Леон Иосифович Кан (1909—1962) — химик.
- Слава Иосифовна Кан (1914—1985) — кандидат технических наук, океанолог, автор книг по метеорологии моря. С 1935 года супруга Геннадия Николаевича Бушмелёва (1903—1970), московского художника-оформителя, уроженца Вятки[3].

С Соней он, несмотря на развод, поддерживал тёплые дружеские отношения до конца жизни.
Со второй женой Еленой Мироновной Иосиф Абрамович прожил в браке 14 лет. Их дочь:
- Наталья Иосифовна Кан (1923—?)

Будучи женат, по меньшей мере с 1931 года тайно встречался с потомственной русской дворянкой Натальей Михайловной, урожденной Харкевич (1905—1989).
Внучка тайного советника П. А. Хрунова (1842—1918), высокопоставленного военного врача, участника Хивинского похода, она получила основательное среднее образование в московской гимназии Мансбах и Уфимской гимназии, свободно владела французским языком. В 1925 году готовилась поступать в МГУ, но не была допущена до вступительных экзаменов из-за дворянского происхождения. Обучалась ораторскому искусству на московских «Курсах живого слова». После их закрытия в 1927 году, из-за своего непролетарского происхождения и отсутствия необходимого образования, была вынуждена зарабатывать на жизнь низкоквалифицированным, подчас тяжёлым, трудом, часто меняя место и род деятельности: разнорабочая на стройке в Москве, фабричная работница в Ленинграде и Фергане, редакционный секретарь в Пятигорске и Сталинабаде, и тому подобное. Пока в 1939 году, при горячей поддержке Иосифа Абрамовича, не остановила свой выбор на дошкольной педагогике, посвятив этой профессии всю последующую трудовую деятельность. Кроме того, она была активным исследователем генеалогии и историографом своей семьи. Многие детали биографии мужа и других известных лиц стало возможным восстановить лишь благодаря её мемуарам, опубликованным в 2011 году.
Разведясь в 1935 году со второй женой по настоянию Натальи Михайловны, Иосиф Абрамович стал жить с последней незарегистрированным браком, в котором родилось трое детей:
- Лада Иосифовна Рыбакова (урожденная Айдарова, 1936) — доктор психологических наук, профессор, с 2005 г. Академик РАН. Детский школьный психолог, специалист в области психологии обучения языковым предметам, русского языка и литературы. Член лаборатории Давыдова-Эльконина. Автор множества учебных пособий, монографий, учебников и методик. Преподавала в МГУ и других вузах.
- Роксана Иосифовна Бардина (урожденная Айдарова, 1937) — кандидат психологических наук, специалист по детскому дошкольному воспитанию и образованию. Лауреат различных государственных и частных, российских и международных премий в этой области. Автор более чем 12 монографий, учебников и методик, соавтор программы «Одаренный Ребёнок».
- Алексей Иосифович Айдаров (1940) — кандидат технических наук (аспирантура МИСиС), один из разработчиков процесса изготовления искусственных алмазов и искусственной слюды. Автор двух десятков изобретений в области металлургии.

### Смена фамилии Кан на Айдаров
Только в августе 1941 года, накануне эвакуации из Москвы на Алтай Иосиф Абрамович Кан и Наталья Михайловна Харкевич узаконили отношения. Поскольку отец невесты — Михаил Павлович (1875—1942) был в 1930 году осуждён на 3 года лагерей (за растрату), а сам Иосиф Абрамович перед Войной провёл несколько месяцев в тюрьме НКВД, было велики опасения, что семья по фамилии Кан, или Харкевич будет находиться под угрозой преследования со стороны карательных органов. Кроме того, еврейская фамилия мужа могла спровоцировать известные притеснения по месту назначения в эвакуации. Поэтому было решено взять себе и детям нейтральную фамилию — Айдаровы, в честь прабабушки Наталии Михайловны по материнской линии — Екатерины Александровны Хруновой, урождённой Айдаровой.

## Избранные работы
- Кан, И. А. Производительный труд в советской школе [Текст] / Нар. ком. по прос. Единая труд. шк.. — М. : Гос. изд-во, 1919. — 79 с.
- Кан, И. А. О классовом подходе к проблеме научной организации труда // Вопросы труда. Ежемесячный орган Народного комиссариата труда СССР. — 1923. — № 4. — С. 2.
- Кан, И. А. НОТ и высшая школа // Вопросы Советского хозяйства и управления. Орган ЦКК и НКРКИ. — 1925. — № 4. — С. 8.
- Кан, И. А. Американские рационализаторы: Очерки и этюды. / И. А. Кан, З. А. Папернов. — М., 1931.
- Кан, И. А. Классификационные принципы стандартизации / Под редакцией Э. К. Дрезена. — М. : Стандартгиз, 1935. — 173 с. — 2000 экз.